# I'm Old Fashioned
I’m Old Fashioned est une chanson composée en 1942 par Jerome Kern, avec des paroles de Johnny Mercer. Elle est devenue un standard de jazz.